# Zygmunt Wrzodak
Zygmunt Wrzodak (Budy Zaklasztorne; 21 de Março de 1959 — ) é um político da Polónia. Ele foi eleito para a Sejm em 25 de Setembro de 2005 com 18921 votos em 23 no distrito de Rzeszów, candidato pelas listas do partido Liga Polskich Rodzin.
Ele também foi membro da Sejm 2001-2005.